# Surrender (Natalie Taylor)
Surrender è un singolo della cantante statunitense Natalie Taylor, pubblicato il 29 ottobre 2019.

## Descrizione
Originariamente uscito nel 2015, il brano ha iniziato a riscuotere popolarità grazie a TikTok cinque anni dopo.

## Tracce
Testi e musiche di Natalie Taylor e Jon Howard.
Download digitale
1. Surrender – 3:03

Download digitale – Martin Jensen Remix
1. Surrender (con Martin Jensen) (Martin Jensen Remix) – 3:15

## Formazione
- Natalie Taylor – voce
- Jon Howard – produzione, chitarra, tastiera, programmazione, mastering, missaggio, registrazione

## Classifiche
| Classifica (2020) | Posizione massima |
| ----------------- | ----------------- |
| Irlanda           | 85                |
| Malaysia          | 8                 |
| Regno Unito       | 58                |